# الیکایی چمنی کارپنتاریایی
الیکایی چمنی کارپنتاریایی (نام علمی: Amytornis dorotheae) نام یک گونه از سرده الیکایی چمنی است.